# سمارتي
سمارتي (بالإنجليزية: Smarty)‏ هو محرك قوالب يستخدم من قبل مبرمجين لغة ال بي اتش بي لفصل الشيفرة البرمجية الخاصة باكواد بي اتش بي عن اكواد لغة ترميز النص الفائق مما يسهل في عملية تصميم القوالب الخاصة بالبرنامج.
سمارتي مكتوبة بلغة بي إتش بي ومتوفرة للتحميل المجاني تحت رخصة جنو العمومية الصغرى.

## مثال على تطبيق سمارتي
```
<!DOCTYPE html PUBLIC "-//W3C//DTD XHTML 1.0 Strict//EN" "DTD/xhtml1-strict.dtd">

<
html
>

<
head
>

   
<
title
>
{$title_text|escape}
</
title
>

   
<
meta
 
http-equiv
=
"content-type"
 
content
=
"text/html; charset=utf-8"
 
/>

</
head
>

<
body
>
 {* تعليق سمارتي *}

{$body_html}

</
body
>
<!-- تعليق HTML عادي -->

</
html
>

```

## وصلات خارجية
- سمارتي على موقع Open Hub (الإنجليزية)
- "موقع سمارتي الرسمي". مؤرشف من الأصل في 2019-12-07.